# Криничне (Бахмутський район)
Крини́чне — село Світлодарської міської громади Бахмутського району Донецької області, Україна.

## Загальні відомості
Відстань до райцентру становить близько 27 км і проходить переважно автошляхом М03. На північному сході від села бере початок річка Жидова.

## Населення

### Мова
Розподіл населення за рідною мовою за даними перепису 2001 року:
| Мова       | Кількість | Відсоток |
| ---------- | --------- | -------- |
| українська | 35        | 85.37%   |
| російська  | 6         | 14.63%   |
| Усього     | 41        | 100%     |

За даними перепису 2001 року населення села становило 41 особу, з них 85,37 % зазначили рідною мову українську та 14,63 % — російську.